# シャルル・フェルディナン・ダルトワ
シャルル・フェルディナン・ダルトワ（Charles Ferdinand d'Artois, 1778年1月24日 - 1820年2月13日）は、アルトワ伯シャルル（後のフランス王シャルル10世）の次男。ベリー公の儀礼称号を有した。19世紀後半のレジティミストたちの象徴となったシャンボール伯アンリ・ダルトワ（フランス王アンリ5世）の父にあたる。

## 生涯
1778年にアルトワ伯シャルルとマリー・テレーズ・ド・サルデーニュ（サルデーニャ王ヴィットーリオ・アメデーオ3世の娘）の次男として、ヴェルサイユ宮殿で生まれた。フランス革命が起こると父とともに亡命し、1792年から1797年にコンデ軍に仕えた。ついでイギリスに渡り、その地で平民女性エイミー・ブラウンと知り合い、彼女との間に2人の娘をもうけた。しかしこれは教会からも国王からも認められていない結婚だった。
フランスの王政復古が成ると父とともにフランスに戻ったが、ナポレオンの百日天下の際にはルイ18世とともにヘントに逃れた。
1816年にノートルダム・ド・パリで、両シチリア王フランチェスコ1世の長女マリー・カロリーヌと結婚した。彼女との間には4人の子をもうけたが、成年に達したのは2人だった（後述）。妻との仲は良好であったが、コメディ・フランセーズの女優達との情事を続けた。
彼は1814年憲章に反対する反動的王党派であったユルトラと結びついていたため、狂信的なボナパルト派の馬具屋、ルイ・ピエール・ルヴェルによって、1820年2月13日、オペラ座から出てきたところを暗殺された。ルヴェルは1815年のパリ条約の責任はブルボン家にあると考え、血筋を断絶させることを狙ったのである。ただし、ルヴェルは死にあたり、行いの許しを乞うた。
ベリー公の遺体は、サン＝ドニ大聖堂に葬られた。死後、非公認の妻エイミー・ブラウンが出産した2人の娘は、ルイ18世によりそれぞれヴィエルゾン女伯爵、ディスダン女伯爵とされ、年金を受け取れるようになった。

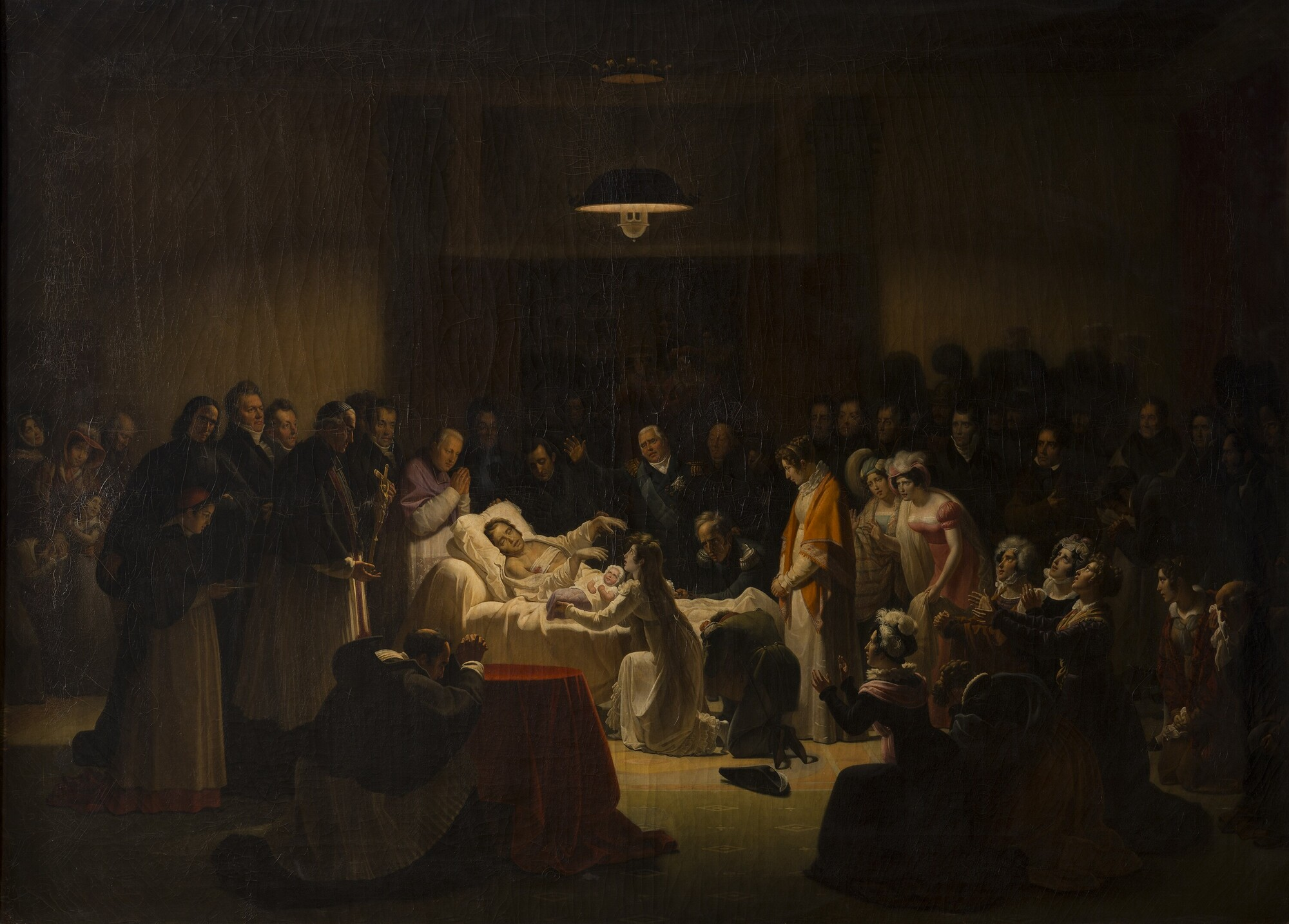
『ベリー公爵の死』

## 子女
- マリー・カロリーヌとの子供
  - ルイーズ・エリザベート（1817年7月13日） - 誕生の翌日に死去。
  - ルイ（1818年9月13日） - 誕生後数時間後に死去。
  - ルイーズ・ダルトワ（1819年9月21日 - 1864年2月） - 1845年にパルマ公カルロ3世と結婚した。オーストリア＝ハンガリー帝国最後の皇后ツィタの父方の祖母にあたる。
  - アンリ・ダルトワ（1820年 - 1883年） - ベリー公の死後に生まれた子供。ボルドー公にしてシャンボール伯（後者は事実上アンリの別名となっている）。1846年にマリー・テレーズ・ド・モデーヌと結婚したが子供はいなかった。彼はフランス・ブルボン家の最後の継承者であった。上記の暗殺事件の7か月後に生まれた男児であり、レジティミストからは「奇跡の子」ともてはやされた（サリカ法により、女子にはフランス王位の継承権がないからである）。
- エイミー・ブラウン（英語版）との子供
  - シャルロット・マリー・オーギュスティーヌ・ド・ブルボン（英語版）（1808年 - 1886年） - ベリー公の死後ルイ18世によりディスタン女伯爵とされる。1823年にリュサンジュ公爵と結婚。5児を出産。
  - ルイーズ・マリー・シャルロット・ド・ブルボン（1809年 - 1891年） - ベリー公の死後ルイ18世によりヴィエルゾン女伯爵とされる。1827年にシャレット男爵と結婚。
- マリー・ソフィー・ド・ラ・ロシュ（1795年– 1883年）との庶子
  - フェルディナン（1817年 - 1908年）
- ルイーズ・マンチーニ・ティリフォク（? - 1887年）との庶子
  - ルイーズ・シャルロット・アントワネット・アグラエ・ティリフォク（1819年 – 1843年）

他にも庶子が数名存在する。